# Bronkospasme
 Denne artikel bør gennemlæses af en person med fagkendskab for at sikre den faglige korrekthed.

Bronkospasme er en pludselig indsnævring af musklerne i bronkiolerne. Det er forårsaget af frigivelse (degranulering) af stoffer fra mastceller eller basofiler under indflydelse af anafylatoksiner. Det kan forårsage åndedrætsbesvær, der spænder fra mild til svær. 